# Giovanni Guarino Amella
Giovanni Guarino Amella, né à Sant'Angelo Muxaro le 8 octobre 1872, mort à Palerme le 19 octobre 1949, est un homme politique italien.

## Biographie
Protégé par le baron Francesco Lombardo de Canicattì, Giovanni Guarino Amella suit des études de droit à Palerme. Encore étudiant en 1894, il participe au mouvement des Faisceaux siciliens et se cache avec l'aide de son protecteur pour échapper à une arrestation.
Laurea en droit à l'université de Palerme, il devient avocat.
Engagé dans le courant du socialisme démocratique, il est élu conseiller municipal de Canicattì en 1902, puis conseiller provincial d'Agrigente face au conservateur Cesare Gangitano. Il préside la Députation provinciale d'Agrigente à partir de 1912 où il porte un projet d’émancipation du peuple et de développement économique en militant contre les grandes propriétés agricoles, le banditisme et pour l'enseignement élémentaire.
Il est prosindaco (vice-maire) de Canicatti à partir de 1914 et le reste durant la Première Guerre mondiale. Il lance pour la commune un programme de travaux publics et de services sociaux : institut scolaire Rapisardi, agrandissement du cimetière, remise en état du torrent Naro, la construction d'un lazaret et la constitution d'un Consortium entre sept communes pour la gestion de l'aqueduc Tre Sorgenti.
Il est élu député en 1919 avec la coalition du Parti démocratique et rejoint les rangs de la Démocratie sociale. Il prend position pour le partage des grandes propriétés agricoles au profit des paysans, défend le déploiement du réseau ferré et du réseau de distribution d'eau, intervient à propos de la crise du secteur soufrier et soutient une réforme du code pénal. Il s'oppose au régime fasciste dès ses débuts et participe à la Sécession aventinienne dont il est le secrétaire, ce qui entraîne sa déchéance parlementaire en 1926.
En 1943, il est nommé maire de Canicattì par les Alliés.
En 1945, il est nommé membre de la consulta regionale, représentant la Démocratie du Travail dans la commission restreinte chargée d'élaborer le Statut sicilien pour lequel il défend fermement l'autonomie régionale.
Il est nommé à la Consulta Nazionale (1945-1946), assemblée provisoire destinée à la réorganisation démocratique de l'Italie post-fasciste. Il est ensuite président de la commission mixte État-Région pour l'élaboration des règles d'application du Statut sicilien.

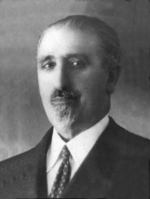
Giovanni Guarino Amella.